# GamesRadar+
GamesRadar+, in origine chiamato GamesRadar, è un sito web d'informazione dedicato ai videogiochi di proprietà di Future Publishing, una sussidiaria di Future plc, e fondato nel 2006.

## Storia
Nel settembre 2014, i siti web Total Film e SFX (partner di GamesRadar) sono stati fusi nello stesso GamesRadar; in seguito alla fusione, il sito è stato rinominato 'GamesRadar+ nel mese di novembre. Nel dicembre 2014, è stato confermato che anche i siti Edge e Computer and Video Games, precedentemente chiusi, sarebbero stati fusi all'interno di GamesRadar+.
Il 4 febbraio 2016, è stata annunciata la promozione di Daniel Dawkins a nuovo caporedattore di GamesRadar+.